# ギンヨウエニシダ
ギンヨウエニシダ（銀葉金雀枝、学名:Argyrocytisus battandieri)は、マメ科の低木で、単型の属ギンヨウエニシダ属に属す唯一の種である。

## 学名の由来
属名はラテン語で銀色を意味するargyroとエニシダの意味のcytisusの合成語である。種名はフランスの植物学者ジュール・エメ・バタンディエール(Jules Aimé Battandier)にちなんだもの。
この属は1990年代後半に、エニシダ属(Cytisus)から分離して新設されたが、まだほとんど認知されておらず、ほとんどの図鑑や、種苗商のカタログなどでは、Cytisus battandieriとして掲載されている。

## 性状
モロッコ原産の、樹高4メートルくらいになる常緑の低木。枝も葉も青みを帯びた白色の絨毛で覆われており、動物の耳のような感触がある。枝は一年で2mほども伸びることがあるが、直径1センチも満たない細さで、ひどく華奢であるため、風に良く揺れる。葉は小さく、羽状の浅い切れ込みがある。花は6月ころに開花し、小さな黄色い蝶形花20-30輪からなる長さ10cmくらいの総状花序で、パイナップルまたはびわの実のような香りがある。

## 栽培
半耐寒性で、東京より暖かい地方では、戸外で栽培できる。栽培法はエニシダに準ずるが、風の強い地方には向かない。繁殖は実生による。